# Trinité-et-Tobago aux Jeux olympiques d'été de 2004
La Trinité-et-Tobago participe aux Jeux olympiques d'été de 2004 à Athènes. Il s'agit de leur 14e participation à des Jeux d'été.
La délégation hongroise, composée de 19 athlètes, termine soixante-et-onzième du classement par nations avec 1 médailles (1 en bronze).